# Slobodan Kuzmanovski
Slobodan Kuzmanovski, född 11 juni 1962 i Šabac, Socialistiska republiken Serbien, SFR Jugoslavien,
är en serbisk handbollstränare och tidigare jugoslavisk handbollsspelare (högernia).
Kuzmanovski var med och tog OS-guld 1984 i Los Angeles och OS-brons 1988 i Seoul.

## Klubbar

### Som spelare
- RK Metaloplastika Šabac
- TSV St. Otmar St. Gallen (?–1991)
- OM Vitrolles (1991–1996)
- Pallamano Trieste (1997–1998)

### Som tränare
- RK Metaloplastika Šabac (2004–2005)
- Sporting Club Gaeta (2005–2006)
- PM Junior Fasano (2007–2008)
- HC Štart Nové Zámky (2013–)